# Senat Kaisen VI
Der Senat Kaisen VI amtierte vom 21. Dezember 1959 bis 26. November 1963 als Bremer Landesregierung.
| Amt                                                   | Name                                  | Partei | Partei |
| ----------------------------------------------------- | ------------------------------------- | ------ | ------ |
| Bremer Bürgermeister und Präsident des Senats         | Wilhelm Kaisen                        |        | SPD    |
| Stellvertretender Präsident des Senats, Bürgermeister | Adolf Ehlers                          |        | SPD    |
| Inneres                                               | Adolf Ehlers                          |        | SPD    |
| Justiz und Verfassung                                 | Ulrich Graf                           |        | FDP    |
| Finanzen                                              | Wilhelm Nolting-Hauff bis 9. Mai 1962 |        | FDP    |
| Finanzen                                              | Johann Diedrich Noltenius             |        | FDP    |
| Bau                                                   | Alfred Balcke                         |        | SPD    |
| Häfen, Schifffahrt und Verkehr                        | Georg Borttscheller                   |        | FDP    |
| Wirtschaft und Außenhandel                            | Karl Eggers                           |        | SPD    |
| Arbeit und Gesundheit                                 | Karl Weßling                          |        | SPD    |
| Bildung                                               | Willy Dehnkamp                        |        | SPD    |
| Wohlfahrt und Jugend                                  | Annemarie Mevissen                    |        | SPD    |